# Грант (округ Портедж, Оклахома)
Грант (англ. Grant) — переписна місцевість (CDP) в США, в окрузі Чокто штату Оклахома. Населення — 190 осіб (2020).

## Географія
Грант розташований за координатами 33°56′11″ пн. ш. 95°31′4″ зх. д. / 33.93639° пн. ш. 95.51778° зх. д. (33.936486, -95.517868).  За даними Бюро перепису населення США в 2010 році переписна місцевість мала площу 4,95 км², з яких 4,86 км² — суходіл та 0,08 км² — водойми.

## Демографія
Згідно з переписом 2010 року, у переписній місцевості мешкало 289 осіб у 120 домогосподарствах у складі 82 родин. Густота населення становила 58 осіб/км².  Було 142 помешкання (29/км²).
Расовий склад населення:
| - 55,0 % — білих - 23,9 % — чорних або афроамериканців - 9,3 % — корінних американців - 2,4 % — осіб інших рас |

До двох чи більше рас належало 9,3 %. Частка іспаномовних становила 3,8 % від усіх жителів.
За віковим діапазоном населення розподілялося таким чином: 21,8 % — особи молодші 18 років, 60,2 % — особи у віці 18—64 років, 18,0 % — особи у віці 65 років та старші. Медіана віку мешканця становила 42,8 року. На 100 осіб жіночої статі у переписній місцевості припадало 88,9 чоловіків;  на 100 жінок у віці від 18 років та старших — 85,2 чоловіків також старших 18 років.
Середній дохід на одне домашнє господарство  становив 43 374 долари США (медіана — 34 167), а середній дохід на одну сім'ю — 51 839 доларів (медіана — 40 417). За межею бідності перебувало 12,7 % осіб, у тому числі 12,2 % дітей у віці до 18 років та 18,2 % осіб у віці 65 років та старших.
Цивільне працевлаштоване населення становило 102 особи. Основні галузі зайнятості: освіта, охорона здоров'я та соціальна допомога — 28,4 %, будівництво — 13,7 %, роздрібна торгівля — 12,7 %, мистецтво, розваги та відпочинок — 12,7 %.